# 海森伯群
在數學裡，海森堡群是以维尔纳·海森堡來命名的，為如下之三階上三角矩陣所組成的群：
{\displaystyle {\begin{pmatrix}1&a&c\\0&1&b\\0&0&1\\\end{pmatrix}}.}
元素a、b、c可以取成某種交換環，一般會取成實數環或整數環。

## 例子

### 連續海森堡群
若a、b、c為實數，則可得到一個連續海森堡群 H3(R)。其為一個幂零李群。

### 離散海森堡群
若a、b、c為整數，則可得到一個離散海森堡群 H3(Z)。其為一個非阿貝爾冪零群，有兩個生成元
{\displaystyle x={\begin{pmatrix}1&1&0\\0&1&0\\0&0&1\\\end{pmatrix}},\ \ y={\begin{pmatrix}1&0&0\\0&1&1\\0&0&1\\\end{pmatrix}}}
并满足关系
{\displaystyle z_{}^{}=xyx^{-1}y^{-1},\ xz=zx,\ yz=zy}。
其中，
{\displaystyle z={\begin{pmatrix}1&0&1\\0&1&0\\0&0&1\\\end{pmatrix}}}
為 H3 中心之生成元。（x-1，y-1和z-1即分别将x，y和z主对角线上的1改为-1）
依貝斯定理所述，其有一個4目的多項式增長率。

### 模p海森堡群
若取a、b、c在Z/pZ內，則可得到一個模 p 海森堡群。其為p3目的群，其中有兩個生成元x和y，满足关系
{\displaystyle z_{}^{}=xyx^{-1}y^{-1},\ x^{p}=y^{p}=z^{p}=1,\ xz=zx,\ yz=zy}。

## 一般海森堡群
更一般性地，海森堡群可以由任何一個辛向量空間來建造。例如，令(V,ω)為一個有限維實辛向量空間(故ω為於V上之非退化反對稱雙線性形)。在(V,ω)(或簡稱V)上的海森堡群H(V)是一個附有群定律
{\displaystyle (v_{1},t_{1})\cdot (v_{2},t_{2})=\left(v_{1}+v_{2},t_{1}+t_{2}+{\frac {1}{2}}\omega (v_{1},v_{2})\right).}
的集合。
海森堡群是加法群V的中心擴張。因此，會有一個正合序列
{\displaystyle 0\to \mathbb {R} \to H(V)\to V\to 0.}
每一個辛向量空間都會允許有一個滿足ω(ej,fk) = δjk的達布基{ej,fk}1 ≤ j,k ≤ n。以此一基來敘述，每個向量都可以分解成
{\displaystyle v=q^{a}\mathbf {e} _{a}+p_{a}\mathbf {f} ^{a}.}
其中的qa和pa為正則坐標。
若{ej,fk}1 ≤ j,k ≤ n是V的一個達布基，然後令{E為R的一個基，則{ej,fk, E}1 ≤ j,k ≤ n會是V×R的一個對應的基。一個在H(V)內的向量
{\displaystyle v=q^{a}\mathbf {e} _{a}+p_{a}\mathbf {f} ^{a}+tE}
可以等同於下列矩陣
{\displaystyle {\begin{bmatrix}1&p&t+{\frac {1}{2}}pq\\0&1&q\\0&0&1\end{bmatrix}}}
因此便給出了一個H(V)的真實矩陣表示。